# Faustball-Europameisterschaft 1998
Die 11. Faustball-Europameisterschaft der Männer fand vom 17. bis 19. August 1998 im Marschwegstadion in Oldenburg (Deutschland) statt. Deutschland war zum dritten Mal Ausrichter der Faustball-Europameisterschaft der Männer. Neben fünf europäischen Mannschaften nahm auch die Mannschaft Namibias teil, da es in Afrika keine kontinentalen Meisterschaften gibt.

## Gruppenspiele

### Gruppe A
| Fr., 17. Juli / Sa., 18. Juli 1998 |   |          |                    |
| Deutschland                        | – | Dänemark | 2:0 (20:5, 20:6)   |
| Deutschland                        | – | Namibia  | 2:0 (20:12, 20:16) |
| Namibia                            | – | Dänemark | 2:0 (20:13, 20:9)  |

| Pl. | Team        | Sp. | Sätze | Ballverh. | Pkt. |
| --- | ----------- | --- | ----- | --------- | ---- |
| 1   | Deutschland | 2   | 4:0   | 80:39     | 4    |
| 2   | Namibia     | 2   | 2:2   | 68:62     | 2    |
| 3   | Dänemark    | 2   | 0:4   | 33:80     | 0    |

### Gruppe B
| Fr., 17. Juli / Sa., 18. Juli 1998 |   |            |                    |
| Schweiz                            | – | Tschechien | 2:0 (20:4, 20:8)   |
| Österreich                         | – | Tschechien | 2:0 (20:5, 20:7)   |
| Österreich                         | – | Schweiz    | 2:0 (20:12, 20:12) |

| Pl. | Team       | Sp. | Sätze | Ballverh. | Pkt. |
| --- | ---------- | --- | ----- | --------- | ---- |
| 1   | Österreich | 2   | 4:0   | 80:36     | 4    |
| 2   | Schweiz    | 2   | 2:2   | 64:52     | 2    |
| 3   | Tschechien | 2   | 0:4   | 24:80     | 0    |

## Halbfinale
| Sa., 18. Juli 1998 |   |         |                           |
| Deutschland        | – | Schweiz | 2:1 (19:21, 20:16, 20:12) |
| Österreich         | – | Namibia | 2:0 (20:9, 20:9)          |

## Platzierungsspiele
| So., 19. Juli 1998 |             |   |            |                           |
| Platz 5            | Tschechien  | – | Dänemark   | 2:0 (20:17, 20:16)        |
| Platz 3            | Schweiz     | – | Namibia    | 2:0 (20:15, 23:21)        |
| Finale             | Deutschland | – | Österreich | 2:1 (20:18, 13:20, 20:16) |

## Platzierungen
| Rang | Land        |
| ---- | ----------- |
| 1.   | Deutschland |
| 2.   | Österreich  |
| 3.   | Schweiz     |
| 4.   | Namibia     |
| 5.   | Tschechien  |
| 6.   | Dänemark    |